# 卡良交汇站
卡良交汇站（英語：Kalyan Junction，车站代码KYN）是一个位于印度马哈拉施特拉邦卡良的铁路枢纽车站，为孟买市郊铁路中央线主线和东北、东南支线的交汇站，位于孟买市区东北54公里。该站是中央线去往卡萨拉站和科波利站所有列车的停靠站点。
该站于1854年启用，曾是大印度半岛铁路（GIPR）的终点站，1913年建成市郊列车终点站。

## 结构
车站设有7个站台。长途列车使用4、5、6、7号站台，市郊列车则各个站台均有使用。其中1、1A号站台仅供卡良始发开往孟买CST的市郊列车使用。
车站在2014年安装扶手电梯和升降机。
车站西南侧设有铁路货运站。2022年，中部铁路区决定利用货运站的土地，在卡良站增建6个客运站台，以实现长途列车与市郊列车的分离，减少列车延误。该计划被纳入孟买都市交通计划第3A期，预计耗资86.6亿卢比。
卡良交汇站东南侧设有卡良电力机车车库和柴油机车车库，其中卡良电力机车车库是印度的首个电力机车车库。

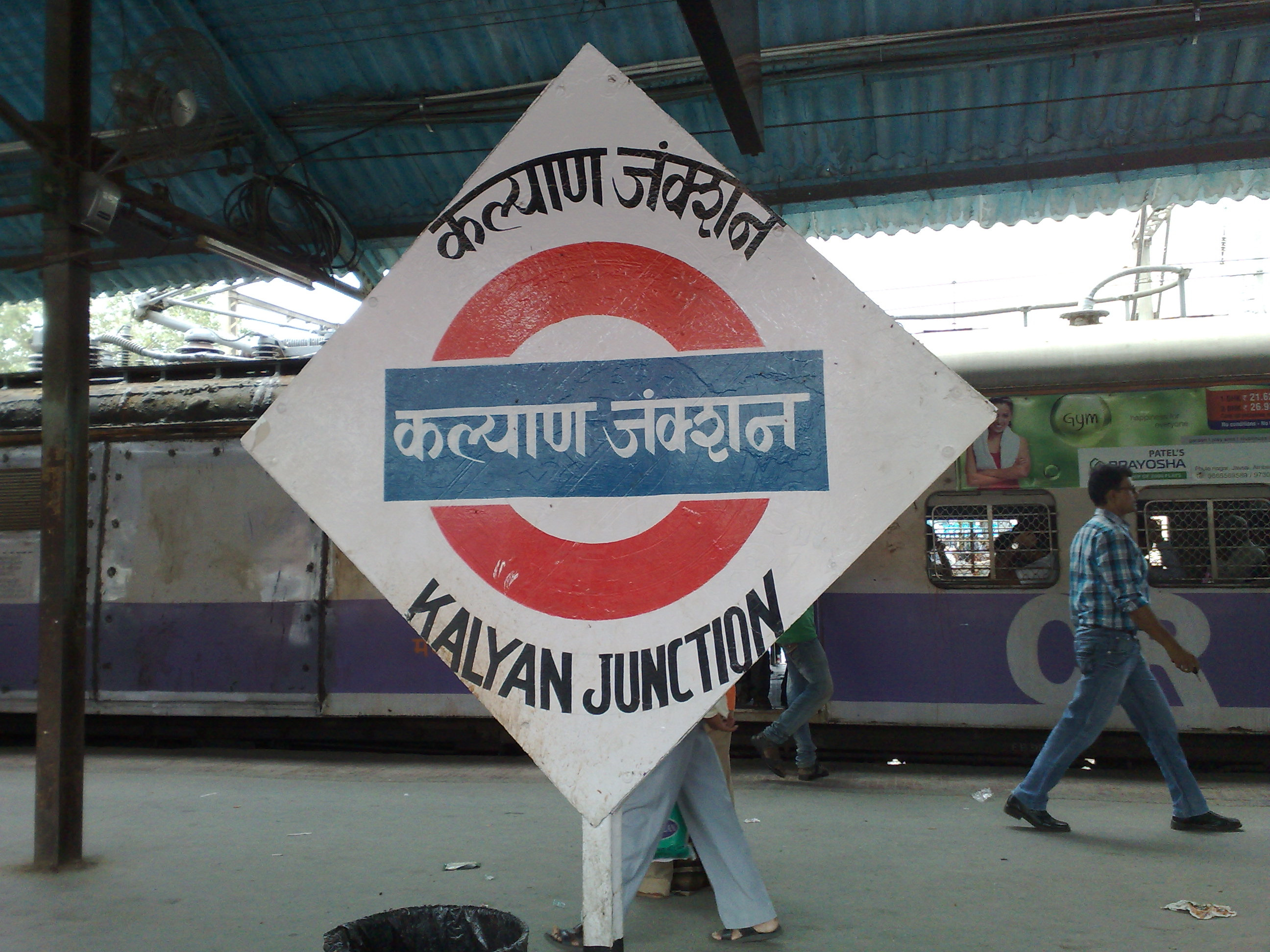
站名牌
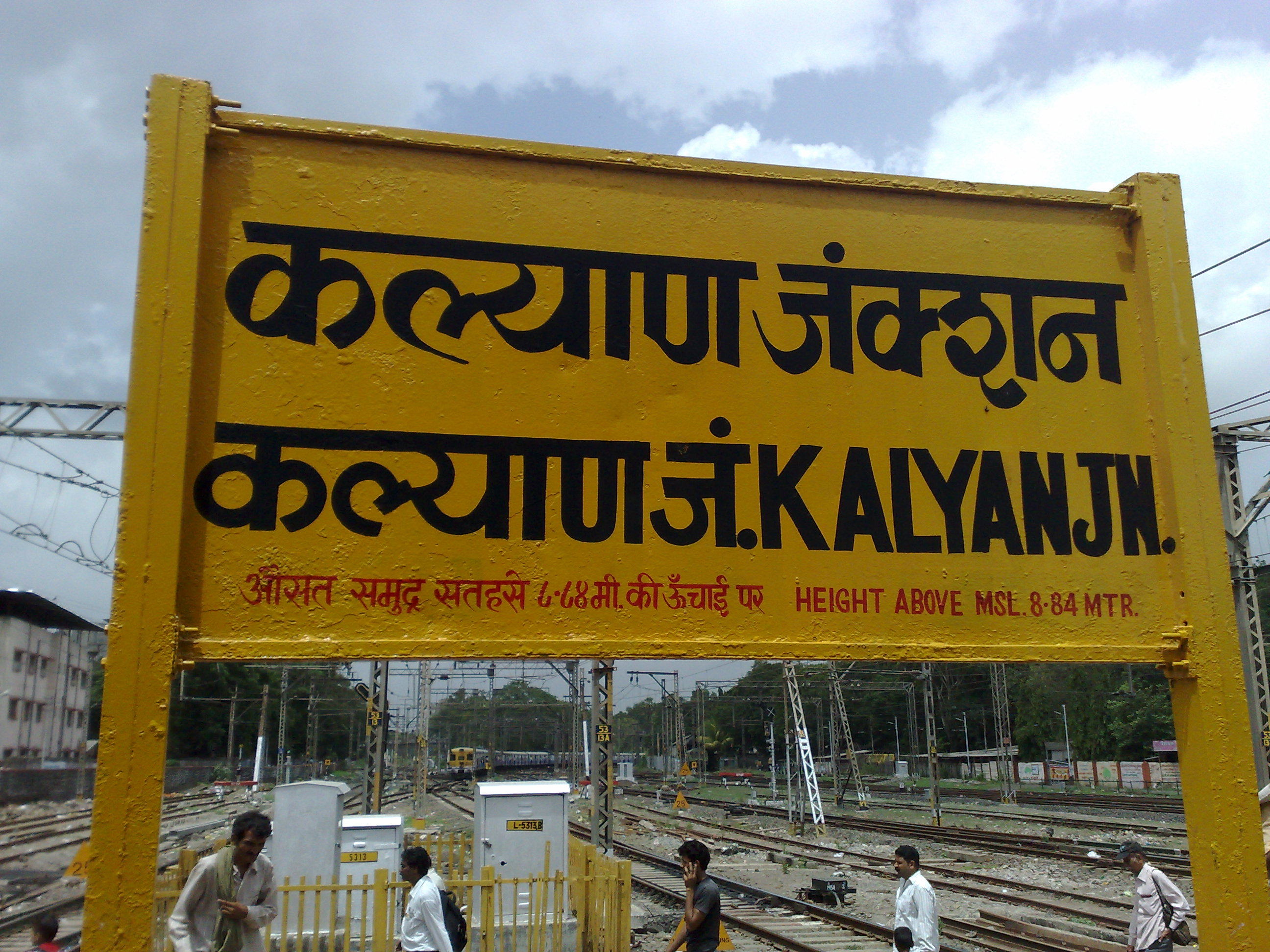
车站站牌
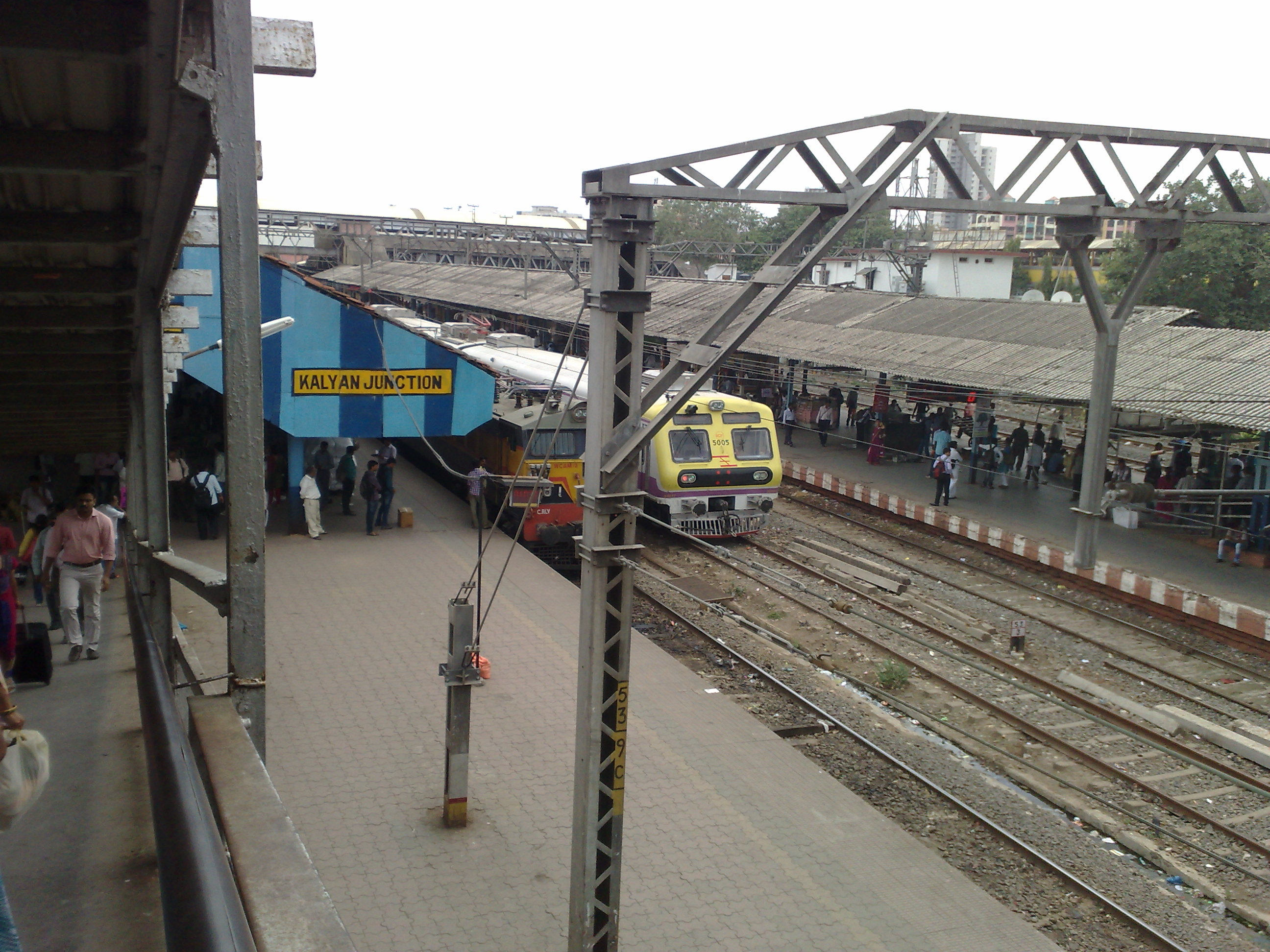
站台
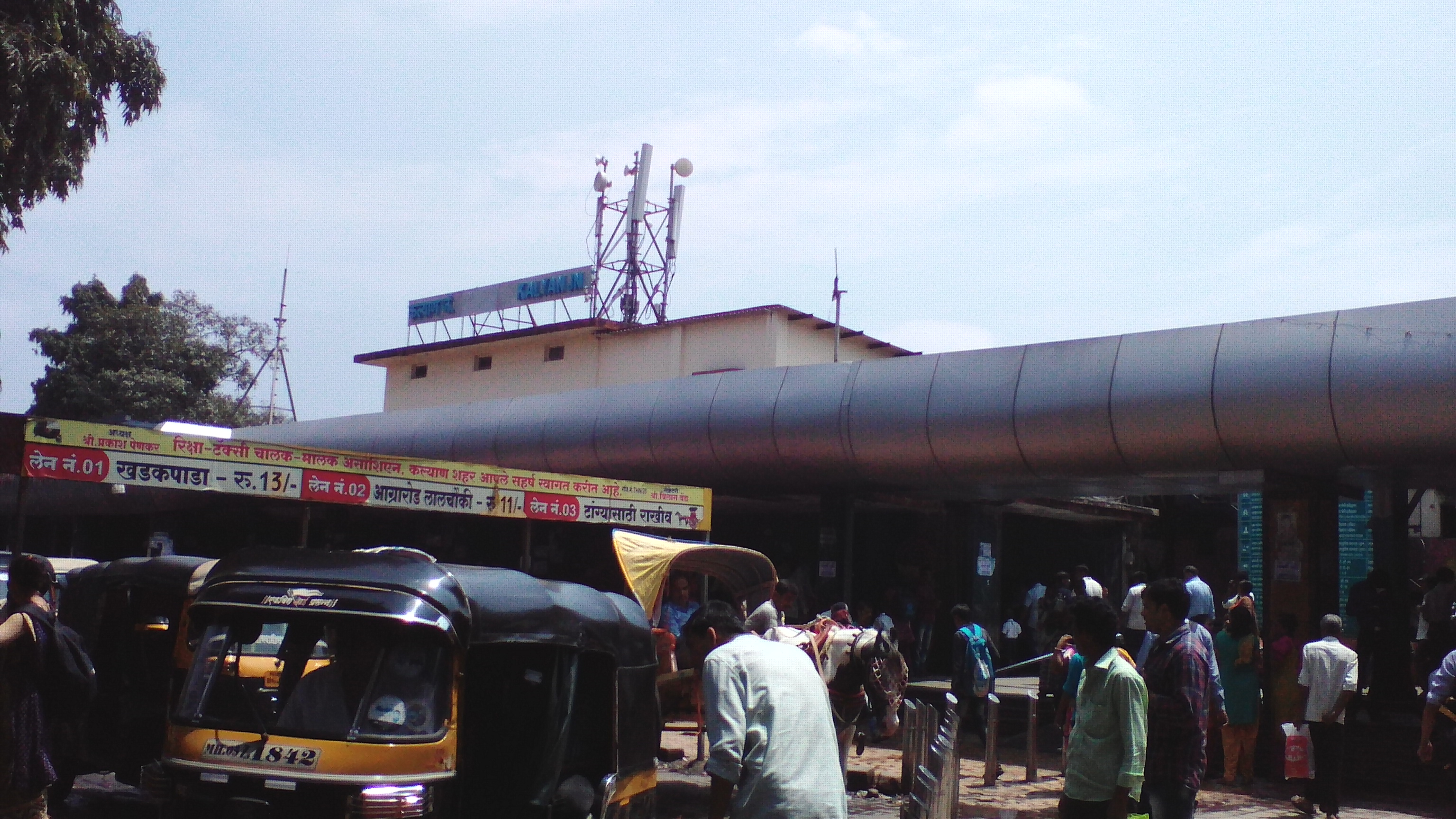
出入口及售票处

## 1991年列车炸弹袭击
1991年11月8日，一列到达卡良站的列车发生爆炸，11人死亡，65人受伤，与卡利斯坦运动恐怖组织巴巴尔·卡尔萨相关联的Ravinder Singh alias Bittu被控发动袭击。

## 链接
- indiarailinfo - 卡良交汇站 （页面存档备份，存于）